# Sévrier
Sévrier és un municipi francès situat al departament de l'Alta Savoia i a la regió d'Alvèrnia-Roine-Alps. L'any 2007 tenia 3.855 habitants.

## Demografia

### Població
El 2007 la població de fet de Sévrier era de 3.855 persones. Hi havia 1.617 famílies de les quals 434 eren unipersonals (209 homes vivint sols i 225 dones vivint soles), 606 parelles sense fills, 465 parelles amb fills i 112 famílies monoparentals amb fills.
La població ha evolucionat segons el següent gràfic:
Habitants censats

### Habitatges
El 2007 hi havia 2.088 habitatges, 1.656 eren l'habitatge principal de la família, 321 eren segones residències i 112 estaven desocupats. 1.235 eren cases i 847 eren apartaments. Dels 1.656 habitatges principals, 1.186 estaven ocupats pels seus propietaris, 413 estaven llogats i ocupats pels llogaters i 57 estaven cedits a títol gratuït; 60 tenien una cambra, 138 en tenien dues, 281 en tenien tres, 383 en tenien quatre i 793 en tenien cinc o més. 1.475 habitatges disposaven pel capbaix d'una plaça de pàrquing. A 749 habitatges hi havia un automòbil i a 811 n'hi havia dos o més.

### Piràmide de població
La piràmide de població per edats i sexe el 2009 era:
| Homes | Edats   | Dones |
| ----- | ------- | ----- |
| 0     | 95 o +  | 8     |
| 0     | 90 a 94 | 8     |
| 16    | 85 a 89 | 24    |
| 16    | 80 a 84 | 12    |
| 64    | 75 a 79 | 64    |
| 96    | 70 a 74 | 100   |
| 128   | 65 a 69 | 108   |
| 76    | 60 a 64 | 88    |
| 92    | 55 a 59 | 108   |
| 148   | 50 a 54 | 148   |
| 164   | 45 a 49 | 152   |
| 92    | 40 a 44 | 112   |
| 112   | 35 a 39 | 92    |
| 108   | 30 a 34 | 108   |
| 104   | 25 a 29 | 124   |
| 64    | 20 a 24 | 76    |
| 84    | 15 a 19 | 144   |
| 104   | 10 a 14 | 100   |
| 96    | 5 a 9   | 92    |
| 104   | 0 a 4   | 64    |

## Economia
El 2007 la població en edat de treballar era de 2.428 persones, 1.787 eren actives i 641 eren inactives. De les 1.787 persones actives 1.652 estaven ocupades (865 homes i 787 dones) i 134 estaven aturades (71 homes i 63 dones). De les 641 persones inactives 266 estaven jubilades, 202 estaven estudiant i 173 estaven classificades com a «altres inactius».

### Ingressos
El 2009 a Sévrier hi havia 1.621 unitats fiscals que integraven 3.929 persones, la mediana anual d'ingressos fiscals per persona era de 25.546 €.

### Activitats econòmiques
Dels 327 establiments que hi havia el 2007, 4 eren d'empreses alimentàries, 1 d'una empresa de fabricació de material elèctric, 14 d'empreses de fabricació d'altres productes industrials, 31 d'empreses de construcció, 68 d'empreses de comerç i reparació d'automòbils, 11 d'empreses de transport, 44 d'empreses d'hostatgeria i restauració, 8 d'empreses d'informació i comunicació, 12 d'empreses financeres, 23 d'empreses immobiliàries, 57 d'empreses de serveis, 34 d'entitats de l'administració pública i 20 d'empreses classificades com a «altres activitats de serveis».
Dels 75 establiments de servei als particulars que hi havia el 2009, 1 era una oficina de correu, 2 oficines bancàries, 6 tallers de reparació d'automòbils i de material agrícola, 1 taller d'inspecció tècnica de vehicles, 3 paletes, 8 guixaires pintors, 5 fusteries, 4 lampisteries, 4 electricistes, 4 empreses de construcció, 3 perruqueries, 1 veterinari, 21 restaurants, 8 agències immobiliàries, 3 tintoreries i 1 saló de bellesa.
Dels 27 establiments comercials que hi havia el 2009, 2 eren supermercats, 2 botiges de menys de 120 m², 4 fleques, 2 carnisseries, 2 botigues de roba, 1 una botiga de roba, 1 una sabateria, 3 botigues de mobles, 3 botigues de material esportiu, 4 drogueries i 3 floristeries.
L'any 2000 a Sévrier hi havia 7 explotacions agrícoles que ocupaven un total de 3 hectàrees.

## Equipaments sanitaris i escolars
El 2009 hi havia 1 psiquiàtric i 1 farmàcia.
El 2009 hi havia 1 escola maternal i 1 escola elemental.

## Poblacions més properes
El següent diagrama mostra les poblacions més properes.